# Madracis asperula
Madracis asperula is een rifkoralensoort uit de familie van de Pocilloporidae. De wetenschappelijke naam van de soort is voor het eerst geldig gepubliceerd in 1849 door Milne Edwards & Haime.